# Bhagirathi
La Bhaghirathi (anglais : Bhagirathi River; hindi : भागीरथी नदी (bhāgīrathī nadī)) est une rivière de l'Inde, longue de 205 km qui prend sa source dans le glacier Gangotri, dans l'Himalaya, et qui constitue une des deux sources principales du Gange, avec l'Alaknanda. Les deux rivières confluent à Devprayag.

## Géographie
La Bhaghirathi prend sa source dans l'État d'Uttarakhand, à Gaumukh. Là, elle sort du glacier de Gangotri, à 3 892 m  d'altitude Sur son cours s'égrènent dix-huit barrages dont celui de Tehri.  avant qu'elle n'arrive à Devprayag où elle s'unit au Gange .

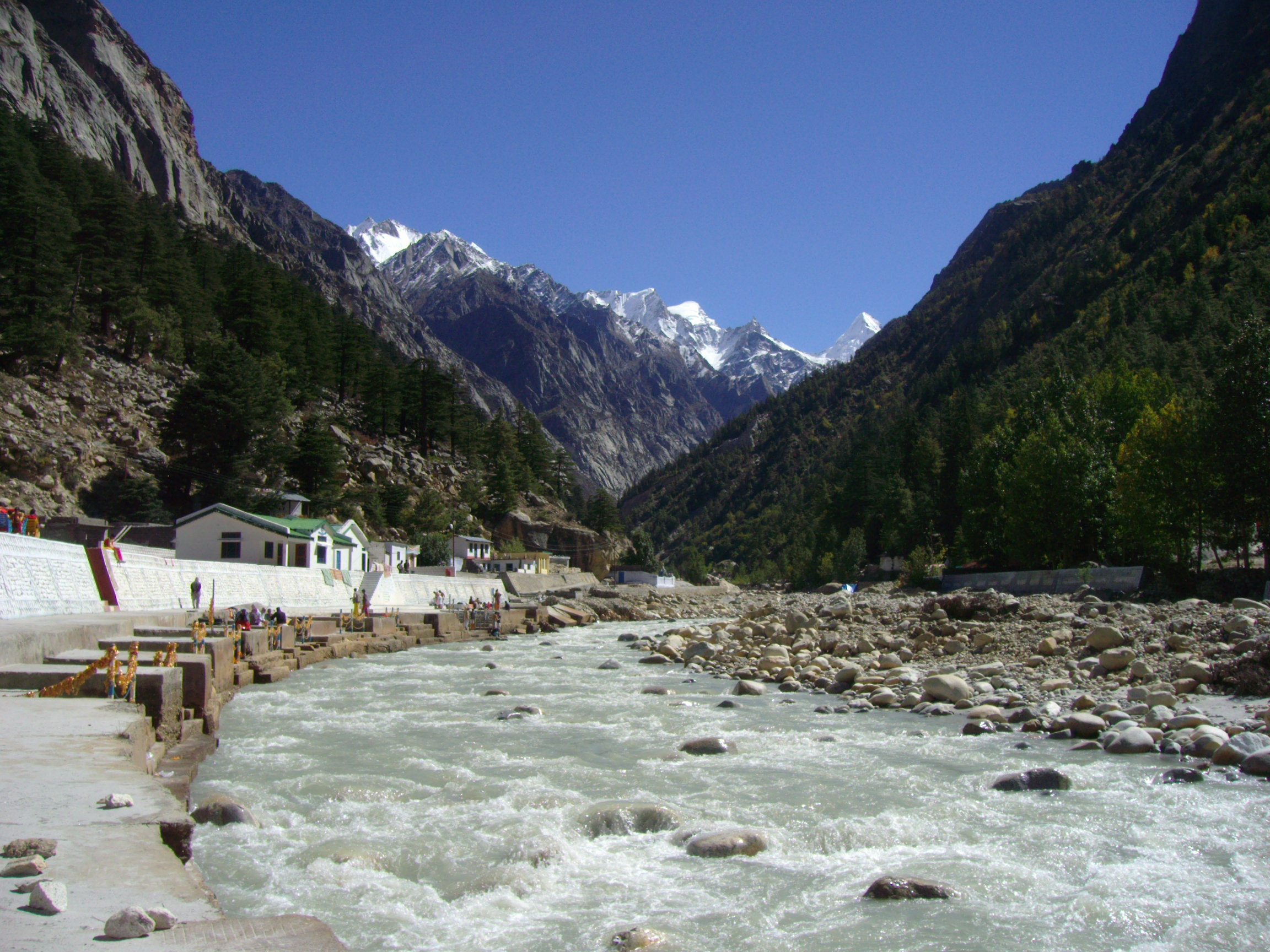
La Bhagirathi à Gangotrî.

## Histoire
En sanskrit, Bhagirati veut dire fille de Bhagiratha, qui est aussi l'une des personnifications du Gange.